# Massengrab von Fuxin

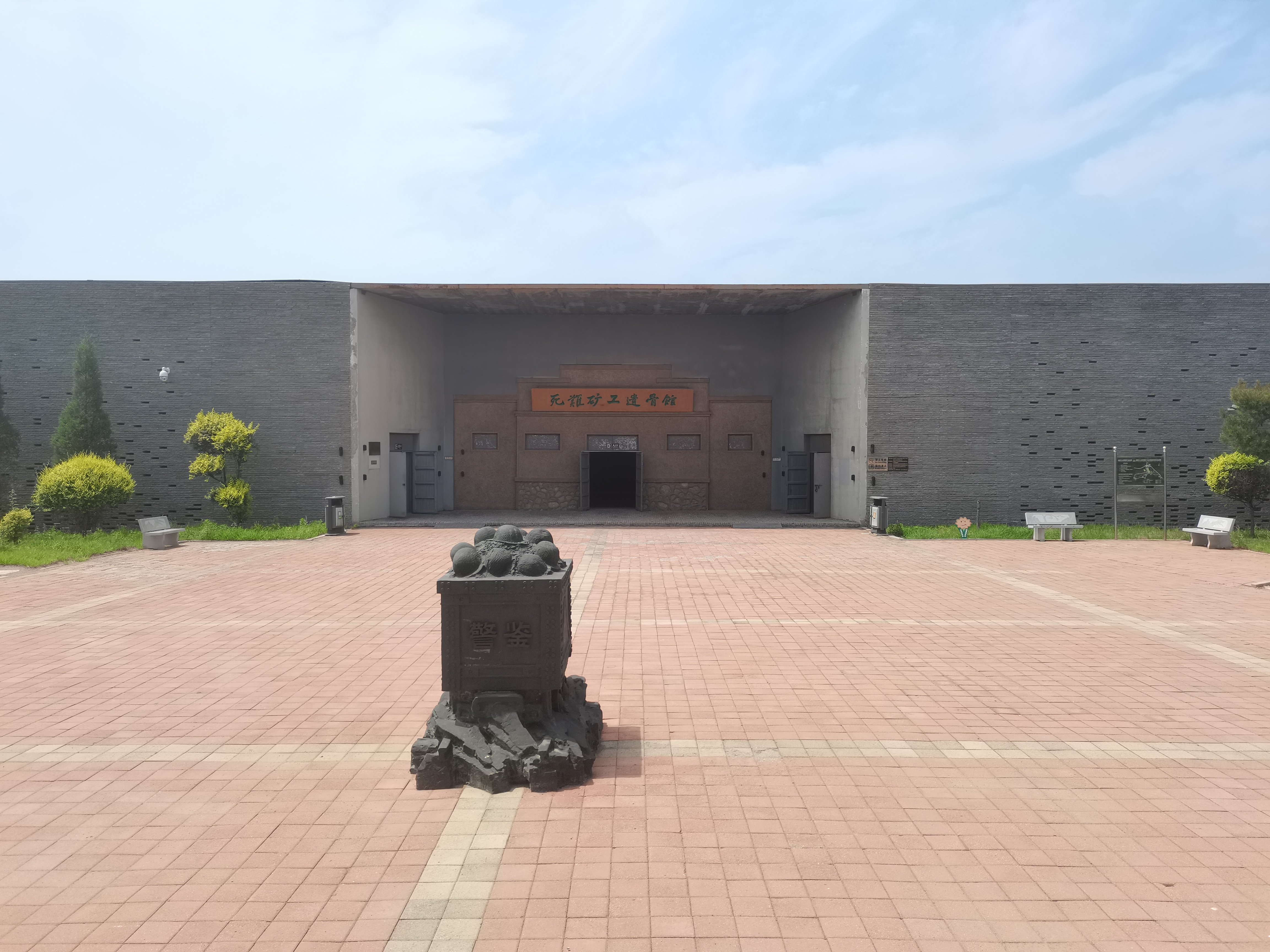
Die Gedenkstätte mit Gedächtnishalle für die Zwangsarbeiter von Fuxin

Das Massengrab von Fuxin (阜新万人坑,  Fùxīn wànrénkēng) bezeichnet ein 0,56 km² großes Gebiet im Stadtbezirk Taiping (Fuxin) in der chinesischen Provinz Liaoning, auf dem sich verschiedene Massengräber befinden.
Am Gedenkort bei Sunjiawan liegen ca. 70.000 der ca. 100.000 verstorbenen Zwangsarbeiter aus den Kohlengruben von Fuxin begraben, die unter den japanischen Bedingungen in der Zeit von 1935 bis 1945 während des Zweiten Japanisch-Chinesischen Krieges und seiner mandschurischen Vorgeschichte starben. Um die Minen herum sind vier Gruben bekannt, in denen jeweils mehr als 10.000 Opfer begraben wurden.
Das Massengrab von Fuxin steht seit 2006 auf der Liste der Denkmäler der Volksrepublik China (6-918).